# Arnaud Dewez
Arnaud Dewez (17 december 1985) is een Belgisch politicus voor de liberale MR.

## Biografie
Dewez studeerde in 2009 af als handelsingenieur aan de HEC Liège Management School van de Universiteit Luik en ging op Erasmus naar de Universiteit van Valladolid in Spanje. Hij werd beroepshalve van 2009 tot 2011 productieketen-manager bij Mölnlycke, een leverancier van medische apparatuur, en van 2011 tot 2024 productieketen- en marktanalist bij wapenfabrikant Browning International.
Hij trad in de politieke voetsporen van zijn oom Jean-Claude Dewez, achttien jaar burgemeester van Dalhem, en werd actief in de apolitieke lokale jongerenvereniging Jeunesse des Bleu. Bij de gemeenteraadsverkiezingen van oktober 2012 was hij voor het eerst kandidaat voor de MR, nadat zijn oom besloot om niet meer op te komen. Arnaud Dewez behaalde direct de meeste voorkeurstemmen op de lijst en werd als dusdanig in december 2012 op 26-jarige leeftijd burgemeester van Dalhem. Bij zijn aantreden was hij de jongste burgemeester van Wallonië. Dewez bleef burgemeester tot in juni 2024 en nam daarna zitting als gemeenteraadslid.
Bij de Waalse verkiezingen van juni 2024 werd hij verkozen voor het arrondissement Luik. Om zijn mandaten in het Waals Parlement en het Parlement van de Franse Gemeenschap te kunnen opnemen, diende hij zijn burgemeesterschap op te geven.
Dewez nam tevens verschillende bestuursmandaten op: sinds oktober 2015 is hij bestuurder en sinds januari 2021 vicevoorzitter van de Haven van Luik en van december 2022 tot juni 2024 zetelde hij in de raad van bestuur van de Nationale Maatschappij der Belgische Spoorwegen (NMBS).